# 大谷田団地
大谷田団地（おおやただんち）とは、東京都足立区大谷田一丁目にある、日本住宅公団が建設し都市再生機構が運営する、賃貸型の住宅団地。正確には「大谷田一丁目団地」。

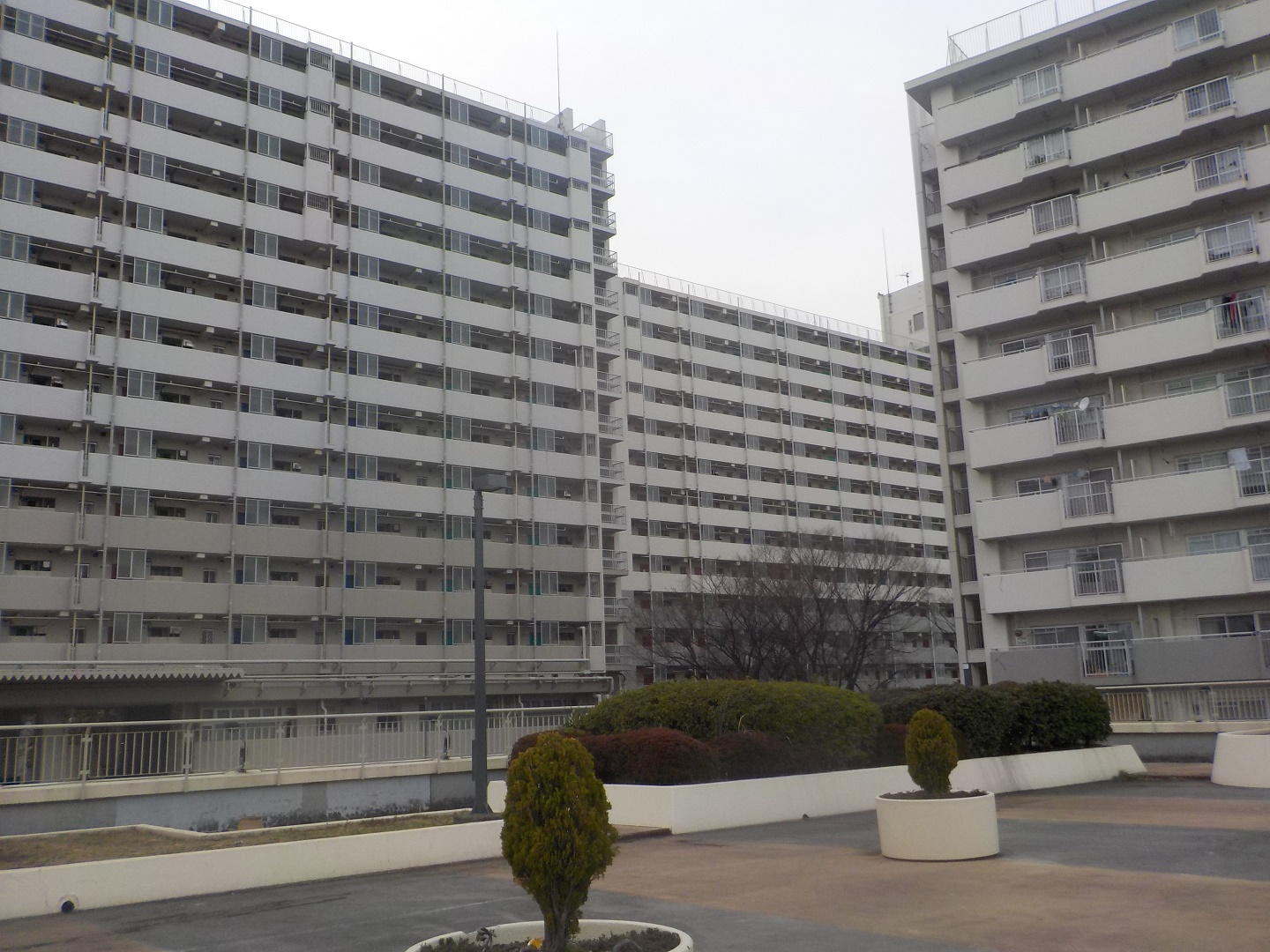
広場から見た大谷田団地の住棟

## 概要
中低層住宅が立ち並ぶ大谷田地区の一画に、葛西用水路に面して建つ。14階建て8棟、11階建て2棟からなる。全部で10棟ある団地は、それぞれが異なった外観をしており、1,374戸の住居を抱える大規模団地である。団地敷地内には14店舗の商店街があり、他に銀行、郵便局、内科診療所、歯科医院、住区センターがそれぞれ1つ、区立保育園が2つ、そして大小さまざまな公園を備えており、ここだけでまとまったコミュニティーを形成している。また、広大な駐車場スペースや区営災害備蓄倉庫、タクシー乗り場が設けられているほか、団地住民の住生活の向上と改善のため、防犯用監視カメラの設置やバリアフリー化改装工事などが進められている。
各棟1階のエレベーターホール付近の表札に日本住宅公団が無くなった後も、近年まで「日本住宅公団　大谷田一丁目団地○号棟」と表記されていた（2007年10月現在）。しかし、同年より開始された各棟のエントランス改装工事を機会に、順次新しいプレートに換装され、2008年1月をもって全ての団地の表札が架け替えられた。

## 沿革
これらの団地の敷地には、もともと日立系列企業の日立建機足立工場があった。1972年（昭和47年）に、日立亀有工場（現・中川5丁目）の茨城県土浦市への移転が決定すると、日立建機も工場を移転することになり、跡地利用が問題となった。最終的には日立が工場跡地を公共施設として利用することを希望したことから、公団住宅の建設が決定された。
1977年（昭和52年）の団地開設当時、この地域一帯は都市化開発が始められたばかりであり、傍らを流れる葛西用水路は生活排水の流れ込む川であるばかりでなく、バス路線も未整備であるなど、交通の便の悪い地域であった。現在ではこれらの諸条件は改善され、葛西用水路は親水水路として近隣住民の憩いのプロムナードとなっているばかりでなく、交通事情も大きく向上している。

## 交通
団地住民が利用する最寄駅への主な交通手段は、路線バスと自転車である。
当団地には東武バスセントラルの営業路線が団地敷地の横を走っており、JR常磐緩行線亀有駅のほか、首都圏新都市鉄道つくばエクスプレス線八潮駅へ連絡されている。
また、東京都道318号環状七号線（環七通り）大谷田陸橋交差点の東和側からの亀有駅行き、千代田線綾瀬駅行きのバスも利用できる。
鉄道
最寄駅への道のり
- 亀有駅

約1.4km。
- 綾瀬駅

約2.7km。
- 北綾瀬駅

約1.1km。
- 八潮駅

約3.6km。
道路
- 東京都道318号環状七号線（環七通り）
- 東京都道307号王子金町江戸川線
- 都市計画道路幹線街路補助線街路第274号線（葛西用水桜通り）

## 施設
行政
- 大谷田一丁目備蓄倉庫

教育・保育
- 足立区立大谷田第一保育園
- 足立区立大谷田第二保育園
- 大谷田住区センター　児童館、老人館

銀行・郵便局
- 大谷田団地内郵便局
- 三井住友銀行

窓口業務は2007年10月をもって停止。ATM業務のみ
医療
- 大谷田診療所（内科、小児科、リハビリテーション科）
- 大谷田団地歯科医院

## 周辺
当団地は大谷田地区の南端中部にあり、足立区を東西に横断してきた東京都道318号環状七号線（環七通り）が大谷田陸橋交差点で大きく南に曲がる屈曲部に位置しているほか、大谷田陸橋交差点から飯塚橋へ続く東京都道307号王子金町江戸川線と接している。
東側には大谷田一丁目の住宅地が広がり、第一級河川中川沿いには足立区立第十二中学校がある。中川を挟んで続く葛飾区とは前述の飯塚橋で連絡されている。北側には大谷田二丁目の住宅地があり、足立区立中川東小学校と東京都立足立東高等学校があるほか、高層マンション「ボナハイツ中川」がある。
葛西用水路を挟んだ西側には大谷田三、四丁目の住宅地が広がり、中川東小学校の向かいには、足立区立中川小学校がある。団地居住の学童の多くは、これらの小中学校に通学している。
東京都道307号王子金町江戸川線を挟んだ南側には東京都下水道局中川処理場と、その施設上に設けられた都立中川公園の広大な緑地帯が広がる。